# سامانتا ماتیس
سامانتا ماتیس (انگلیسی: Samantha Mathis؛ زادهٔ ۱۲ مهٔ ۱۹۷۰) یک هنرپیشه اهل ایالات متحده آمریکا است. وی از سال ۱۹۸۸ میلادی تاکنون مشغول فعالیت بوده‌است.
از فیلم‌ها یا برنامه‌های تلویزیونی که وی در آن نقش داشته‌است می‌توان به قاتل گل میخک، مجازاتگر، دختر جدید، فرنگولی: آخرین جنگل بارانی و پیکان‌های شکسته، رئیس‌جمهور آمریکا، چیزی به اسم عشق، جک و سارا، جین شیرین، این زندگی من است، ولوم را بالا ببرید و اطلس شورید: قسمت دوم اشاره کرد.